# Noguchiphaea mattii
Noguchiphaea mattii là loài chuồn chuồn trong họ Calopterygidae. Loài này được Do mô tả khoa học đầu tiên năm 2008.